# Nickelodeon (indisk TV-kanal)
Nickelodeon (förkortat Nick) är ett indiskt betal-TV-nätverk för barn med bas i Mumbai, Maharashtra, Indien. Det är den indiska motsvarigheten till det ursprungliga amerikanska nätverket och ägs av Viacom18, ett joint venture mellan Paramount Global och TV18. Trots att den använder varumärket "Nickelodeon" sänder den inte längre något innehåll från den amerikanska kanalen med samma namn, som en del av en lokaliseringsstrategi. Därför sänds originalinnehåll från Nickelodeon endast på kanalen Nickelodeon HD+. Från och med oktober 2020 är Nickelodeon den mest sedda barnkanalen i Indien.

## Historia

Logotyp använd från 2004 till 2010

Nickelodeon lanserades i Indien den 16 oktober 1999. Zee TV var ansvarig för distributionen av kanalen till kabeloperatörer, i en affär som gjordes med Viacom.
Nickelodeon är den andra barn-TV-kanalen efter Cartoon Network.
Efter detta lanserade Zee TV en Nickelodeon-märkt programblock på sin huvudkanal, även kallad "Zee TV", som en del av ett distributionsavtal mellan Viacom International och Zee Entertainment Enterprises. Det ersattes av Cartoon Network-blocket 2002.
År 2004 förnyade Viacom Nickelodeon i Indien för att öka sin tittarsiffra, inklusive att märka kanalen precis som Nick, skapa lokala program och lansera ett hindi-ljudspår.
Den 23 november 2006 upphörde distributionen av Nickelodeon India i Pakistan och ersattes med en dedikerad lokal version av Nickelodeon i detta land.
År 2007 tecknade Viacom ett programavtal med Sun TV Network, enligt vilket Nickelodeon-program skulle sändas på Chutti TV, dubbat på tamil och telugu. Denna affär avbröts senare när Nickelodeon beslutade att lägga till tamilska och telugu ljudspår till sin egen kanal.
År 2007 bildades samriskföretaget Viacom18 mellan Viacom och TV18, varvid kanalerna MTV, Nick India och VH1 blev en del av det nya bolaget.

Förkortad version av den nuvarande logotypen som används på luft

Nickelodeon Wordmark-logotyp sedan 2009, med tanke på den lilla vermilliontonen 2017

Den 25 juni 2010 ändrades namnet på Nick India med hjälp av den nyligen lanserade logotypen som används i USA. Det var den sista stora marknaden som genomgick denna makeover. I december 2011 lanserade Viacom 18 en ny kanal som heter Sonic. Inledningsvis var kanalen fokuserad på action och äventyr, innan den bytte fokus till komedi 2016.
Viacom18 Motion Pictures distribuerade filmen Keymon Ache & Nani i Space Adventure, baserad på Nickelodeon India-serien Keymon Ache, år 2012. En annan teaterfilm, Motu Patlu: King Of Kings, från Motu Patlu-serien släpptes på hindi och tamil den 14 oktober 2016.
Nick Jr. lanserades i slutet av 2012 efter att ha blivit avskiljd från huvudkanalen. Eftersom huvudkanalen inte sände några live-actionprogram, visades dessa program på TeenNick, som sändes på kvällarna på Nick Jr. fram till den 1 februari 2017, då det avslutades.
År 2013 var kanalen värd för sina första lokalt anpassade Kids Choice Awards.
Den 5 december 2015 lanserade Viacom18 Nickelodeon HD+, den första barnkanalen i hög upplösning i Indien. Den har ett annat sändningsschema än huvudnätverket, inklusive tidigare ospelad internationell programvara som The Legend of Korra.
I mars 2016 lanserade Viacom18 ett Nick-programblock med namnet "Nick Hour" på deras gratiskanal Colors Rishtey. Programmeringen inkluderar program som Motu Patlu, Pakdam Pakdai, Djungelboken (Pelisplus), Go, Diego, Go!, Keymon Ache och Chhoti Anandi (TV-serien Colors).
Nick India lade till ett Kannada-ljudspår till kanalen den 1 september 2018. Fyra ytterligare språkspår på marathi, bengali, gujarati och malayalam lades till under 2019.
Nick India tillkännagav sin första samproduktion med Nickelodeon International kallad "The Twisted Timeline of Sammy & Raj", som först hade internationell premiär i slutet av 2022. Den hade premiär i Indien den 15 oktober 2023.
Den 24 januari 2022, i samarbete med Nickelodeon India, lanserade Colors Tamil blocket "Nick Neram" och sände Rudra: Boom Chik Chik Boom och Golmaal Jr.

## Programmering
Under kanalens första år av sändning sändes mestadels originalprogram från USA, såsom Rugrats, Aaahh!!! Real Monsters, As Told by Ginger, Rocket Power, The Wild Thornberrys, The Adventures of Jimmy Neutron: Boy Genius, Rocko's Modern Life, The Angry Beavers, CatDog (Đá Gà Thomo), Hey Arnold!, The Fairly OddParents, SpongeBob SquarePants och Danny Phantom. Nätverket sände också live-actionprogram, inklusive Kenan & Kel, Drake & Josh, Clarissa Explains It All, Legends of the Hidden Temple och andra.
Efter framgången med Nickelodeons USA-spelshower, producerade Nick India två lokala spelshower, Dum Dama Dum och Gilli Gilli Gappa. De lanserade även J Bole Toh Jadoo, en spin-off-serie av filmen Koi... Mil Gaya från 2003. Serien hade premiär den 14 november 2004, på Barnens dag.
År 2006 började Nick India att införliva japanska animerade program såsom Ninja Hattori, Perman och Mighty Cat Masked Niyander. På grund av det dåliga mottagandet för originalt Nickelodeon-innehåll, började kanalen att förlita sig mer på tredjepartsprogrammering och fokuserade uteslutande på animerat innehåll. Nyare live-action-program såsom iCarly sändes inte förrän lanseringen av TeenNick 2012, och vissa av de pågående Nickelodeon-tecknade serierna vid den tiden, såsom The Fairly OddParents, togs permanent bort från kanalen. Endast några utvalda serier såsom Tak and the Power of Juju och The Penguins of Madagascar hade premiär senare år.
Nick började sända Colors-showen Jai Shri Krishna år 2009. Showen redigerades om och anpassades för en yngre publik. De förvärvade också Little Krishna, en animerad serie producerad av BIG Animation India och The Indian Heritage Foundation i maj 2009. Samma år började kanalen också förvärva den franska serien Oggy and the Cockroaches.
Från och med 2011 började Nickelodeon India producera lokala animerade shower, som började med Keymon Ache och en teaterfilm baserad på serien. Den lokala strategin blev framgångsrik med Motu Patlu 2012, och de lanserade senare fler lokala animerade serier som Pakdam Pakdai 2013 (som senare flyttade till Nickelodeon Sonic), Shiva 2015, Gattu Battu 2017, Rudra 2018, Ting Tong 2020 och Chikoo aur Bunty 2021. Framgången med inhemska produkter gav nätverket utrymme för att minska sitt beroende av utländskt innehåll, och med lanseringen av Nickelodeon HD+ 2015 migrerade originalprogrammen från de amerikanska och brittiska nätverken till det kanalutrymmet istället.

## Systerkanaler

### Nick HD+
Nickelodeon HD+ (förkortat Nick HD+) lanserades den 5 december 2015. Det är den högupplösta motsvarigheten till Nickelodeon Indien. Endast originalinnehåll från den amerikanska tv-kanalen visas på denna kanal.

### Nick Jr.
Innan kanalen lanserades, startades Nick Jr. som ett block på Nickelodeon på morgonen som sände program för barn såsom Dora the Explorer, Go Diego Go, etc. Den 21 november 2012 lanserade Viacom18 TeenNick och Nick Jr. som en gemensam kanal där Nick Jr. sändes på dagtid medan TeenNick sändes på natten. TeenNick lades dock ner den 1 februari 2017, vilket gjorde Nick Jr. till en 24-timmarskanal. Blocket på Nickelodeon lades ner år 2018.

### Nickelodeon Sonic
Nickelodeon Sonic lanserades den 20 december 2011, med fokus på action och tonåringar. Under 2016 ändrade kanalen sin strategi för att locka en yngre publik, vilket inkluderade produktion av lokalt originalinnehåll för kanalen.